# Akbil

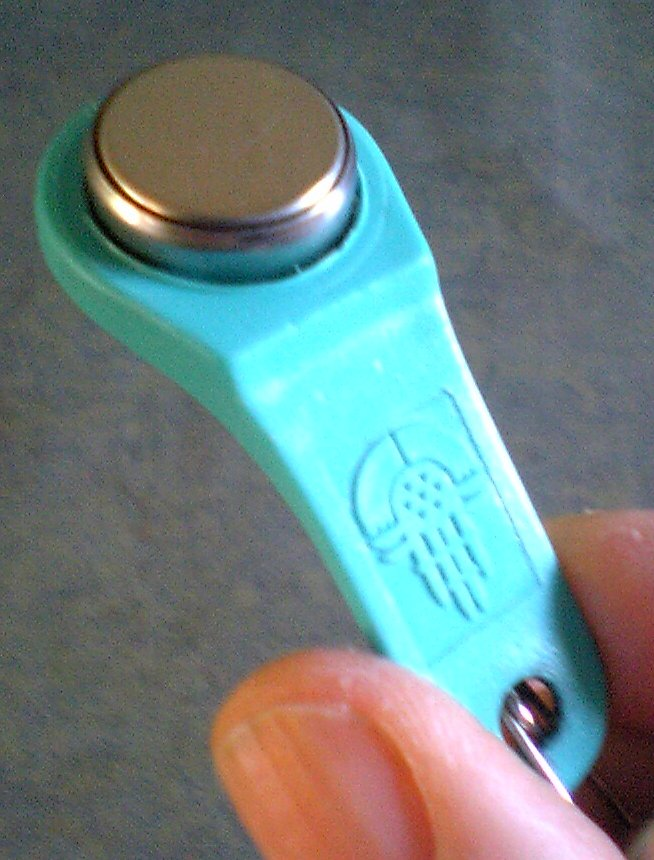
Akbil (I-Button) elektronikus menetjegy

Az Akbil egy integrált elektronikus menetjegy(rendszer), amit viteldíjfizetésre használtak az isztambuli tömegközlekedésben, Törökországban. Ez érvényes volt minden Isztambul városa által működtetett tömegközlekedési eszközre: busz, libegő (funicular), HÉV, metró, villamos (a két nosztalgiajáratra nem), valamint a boszporuszi átkelőhajókra (komp). A rendszert 2009-ben felváltotta az Istanbulkart.
Az Akbil egy mozaikszó, ami az akıllı (jelentése: okos) és a bilet (jelentése: jegy) szavak összetételéből jött létre.

## Működési elve, használata, leírása
Az előre feltöltött Akbil eszközt hozzáérintve vagy csak közelítve az RFID leolvasó egységhez automatikusan levonásra került az előre megállapított menetdíj. A leolvasó eszköz a peron előtt vagy magán a járművön volt található, mely hangos, rövid szignállal nyugtázta vagy erőteljes, hosszú sípolással utasította el az érvénytelen Akbil jegyet. Ehhez semmiféle emberi beavatkozás nem volt szükséges, például a járművezető részéről. Az Akbil műanyagból készült testének egyik oldalán Isztambul város címere volt látható.
Az egységeket a jelentősebb közlekedési csomópontokba telepített automatáknál, illetve újságárusnál, trafikokban, kisebb boltokban lehetett feltölteni maximum 150 török líra erejéig, valamint az eszköz kölcsönzése 6 török líra visszatéríthető kaució ellenében történt.